# Isidorea polyneura
Isidorea polyneura är en måreväxtart som först beskrevs av Ignatz Urban, och fick sitt nu gällande namn av Annette Aiello. Isidorea polyneura ingår i släktet Isidorea och familjen måreväxter. Inga underarter finns listade i Catalogue of Life.